# Česká rugbyová unie
Česká Rugbyová Unie – ogólnokrajowy związek sportowy, działający na terenie Czech, posiadający osobowość prawną, będący jedynym prawnym reprezentantem czeskiego rugby 15-osobowego i 7-osobowego, zarówno wśród mężczyzn, jak i kobiet we wszystkich kategoriach wiekowych w kraju i za granicą. Jest prawnym następcą Československá rugbyová unie.
Odpowiedzialny jest za propagowanie rugby, prowadzenie czeskich drużyn narodowych, a także za szkolenie zawodników oraz organizowanie krajowych rozgrywek ligowych i pucharowych.
Związek, po rozpadzie Czechosłowacji, przejął od Československá rugbyová unie pełnię praw i obowiązków związanych z czeskim rugby, łącznie z członkostwem w międzynarodowych organizacjach – FIRA-AER oraz IRB. Przez Czeski Komitet Olimpijski został uznany w styczniu 2010 roku. Pierwszy mecz reprezentacji Czech związek zorganizował 15 maja 1993 roku, a przeciwnikiem była reprezentacja Andory.
Pierwszym prezesem został wybrany Ladislav Procházka. Od czerwca 2011 prezesem związku jest Bruno Kudrna, który pełnił tę funkcję również w latach 1999-2003. Zastąpił on na tym stanowisku Pavla Teličkę (2007-2011), który z kolei przejął urząd od Eduarda Krütznera (2003-2007).